# 韦尔图尔诺
韦尔图尔诺（義大利語：Velturno），是意大利北部波尔扎诺自治省的一个市镇，位于其省会波尔查诺的东北方约25公里处。总面积24平方公里，人口2721人，人口密度113.4人/平方公里（2009年）。ISTAT代码为021116。